# Coelioxys manchurica
Coelioxys manchurica là một loài Hymenoptera trong họ Megachilidae. Loài này được Proschchalykin & Lelej mô tả khoa học năm 2004.